# Голубіївський ліс
Голубі́ївський ліс — ботанічний заказник місцевого значення в Україні. Об'єкт розташований на території Ружинського району Житомирської області, біля села Голубівка. 
Площа 145,7 га. Статус отриманий у 2018 році. Перебуває у віданні ДП «Попільнянське лісове господарство» (Ружинське лісництво, квартали 32, 33, 34), ДП «Коростишівський лісгосп АПК» (Андрушівське лісництво, квартал 129, виділи 3, 4, 5). 
Найбільша цінність у заказнику — заплавні зріджені середньовікові дубові ліси, в яких знайдено унікальну популяцію рябчика шахового, яких у Правобережному лісостепу України виявлено всього дві. Також значну цінність становлять похідні старовікові липово-грабові ліси у типі лісорослинних умов свіжих груд, типовому для лісосепової зони. Тут зареєстровано щільну популяцію підсніжника білосніжного, занесеного до Червоної книги України (2009). Щільність популяції коливається від 8 особин/м.кв. до 40 особин/м.кв.